# NGC 4970
NGC 4970 је лентикуларна галаксија у сазвежђу Хидра која се налази на NGC листи објеката дубоког неба.
Деклинација објекта је - 24° 0' 32" а ректасцензија 13h 7m 33,6s. Привидна величина (магнитуда) објекта NGC 4970 износи 12,2 а фотографска магнитуда 13,2. Налази се на удаљености од 43,347 милиона парсека од Сунца. NGC 4970 је још познат и под ознакама IC 4196, ESO 508-9, MCG -4-31-33, PGC 45466.